# Kostel Povýšení svatého Kříže (Ostružno)
Kostel Povýšení svatého Kříže se nalézá v centru obce Ostružno v okrese Jičín. Barokní kostel je chráněn jako kulturní památka.

## Dějiny
Barokní kostel byl vystavěn na místě staršího kostela, který byl připomínán již roku 1355.

## Popis
Kostel má křížový půdorys s půlkruhově uzavřeným presbytářem se sakristií po severní straně a dvouvěžím v západním průčelí. Stropní fresková výzdoba je od Josefa Redelmayera, fresky znázorňují legendu o svatém Kříži. Mobiliář kostela je rokokový.
Kostel patří mezi nejvýznamnější a nejrozsáhlejší stavby pozdního baroka na Jičínsku. Před západním průčelím kostela stojí vně ohradní zdi na podstavcích pískovcové sochy svatého Anselma a blahoslaveného Mikuláše Albergati z roku 1749.

## Galerie

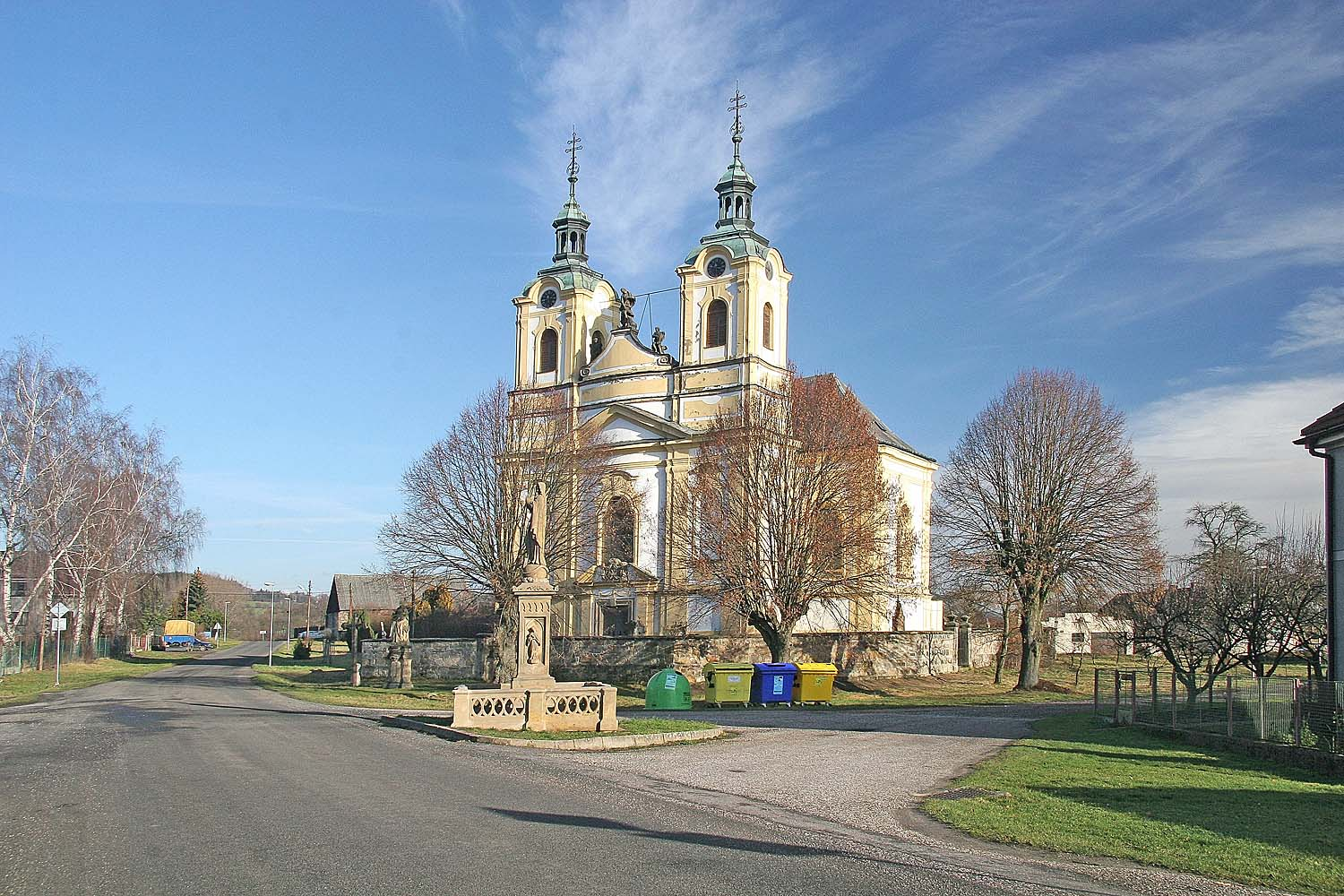
Ostružno – kostel Povýšení svatého Kříže
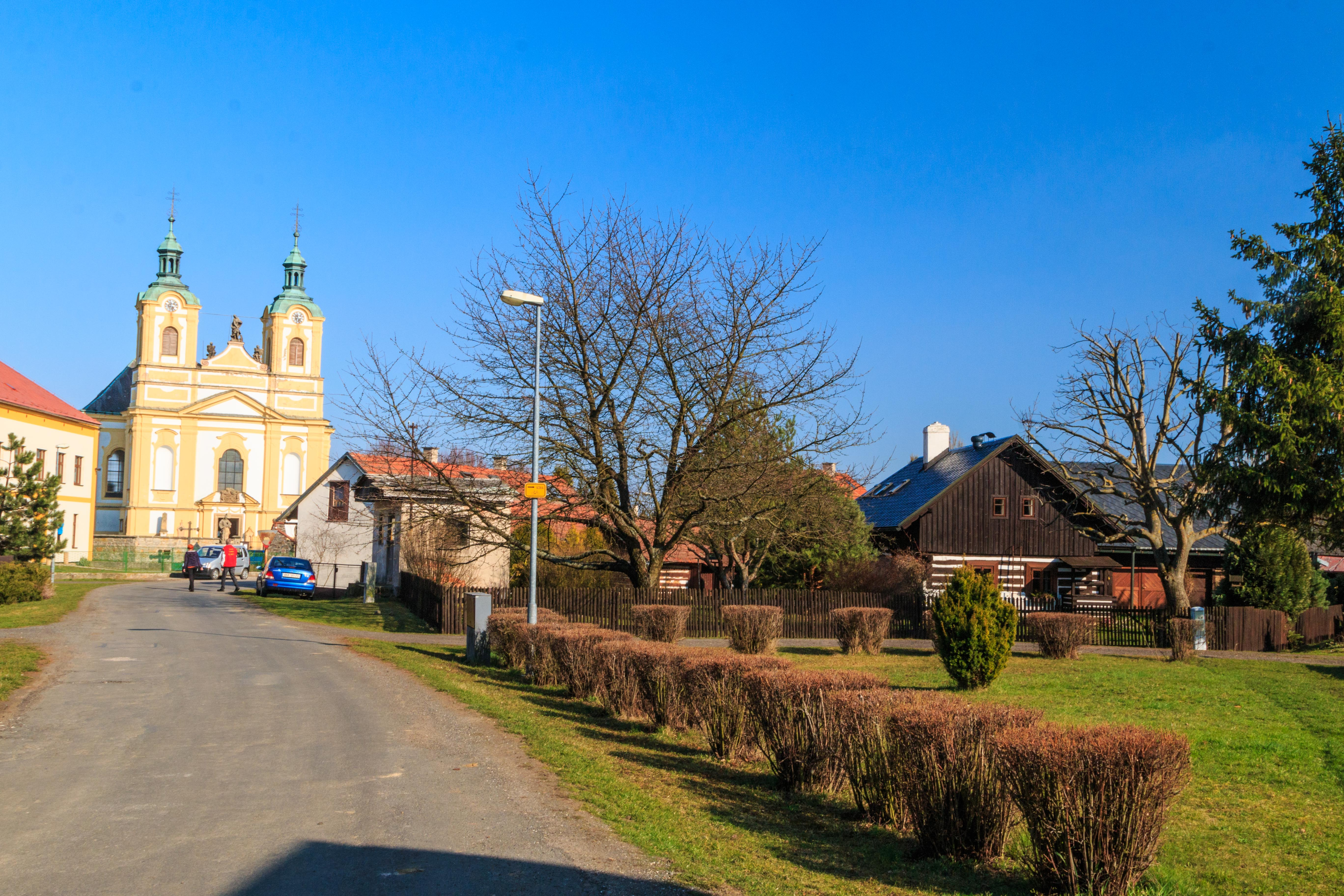
Kostel Povýšení sv. Kříže v Ostružně
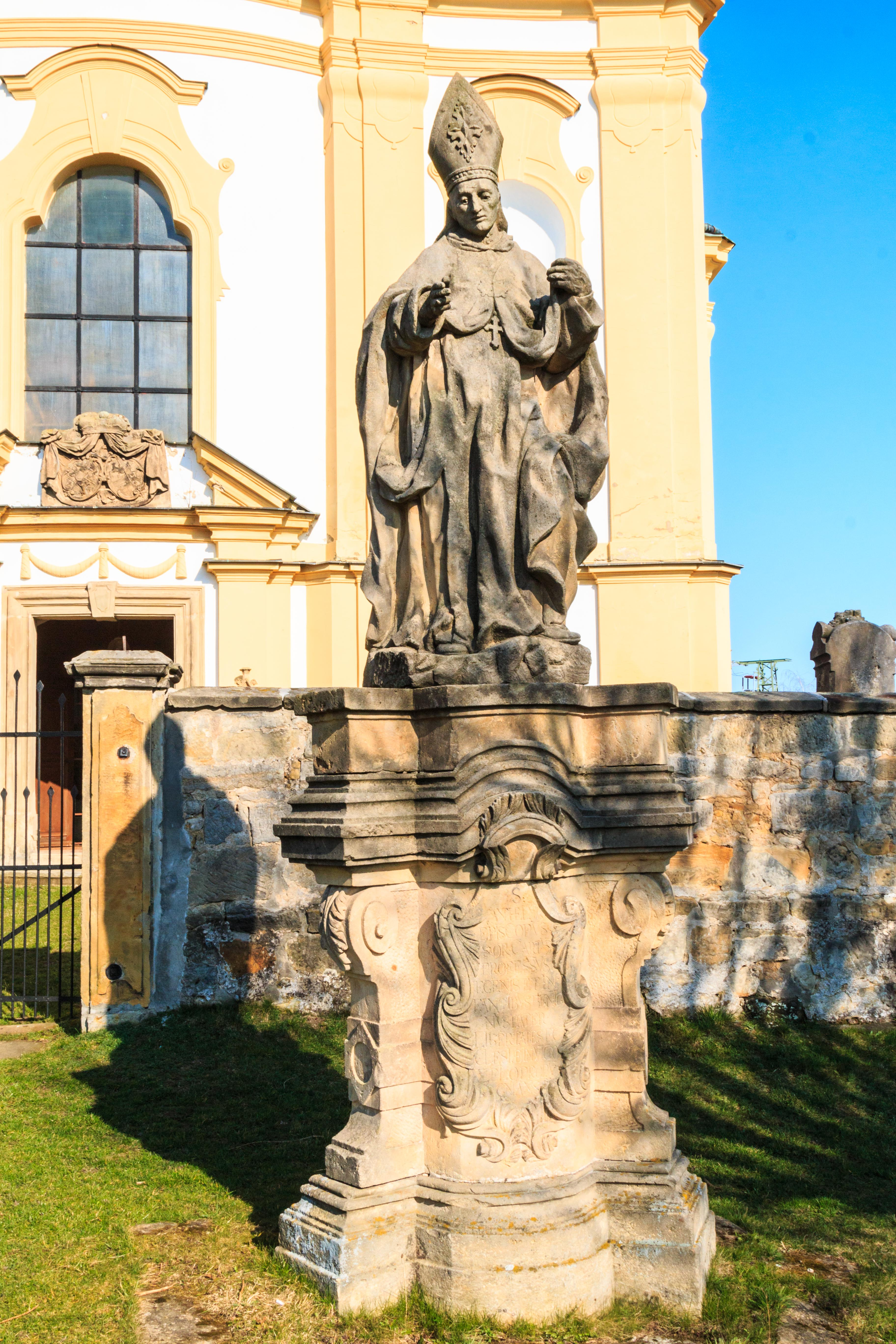
Kostel Povýšení svatého Kříže (Ostružno) – socha svatého Mikuláše Albergati
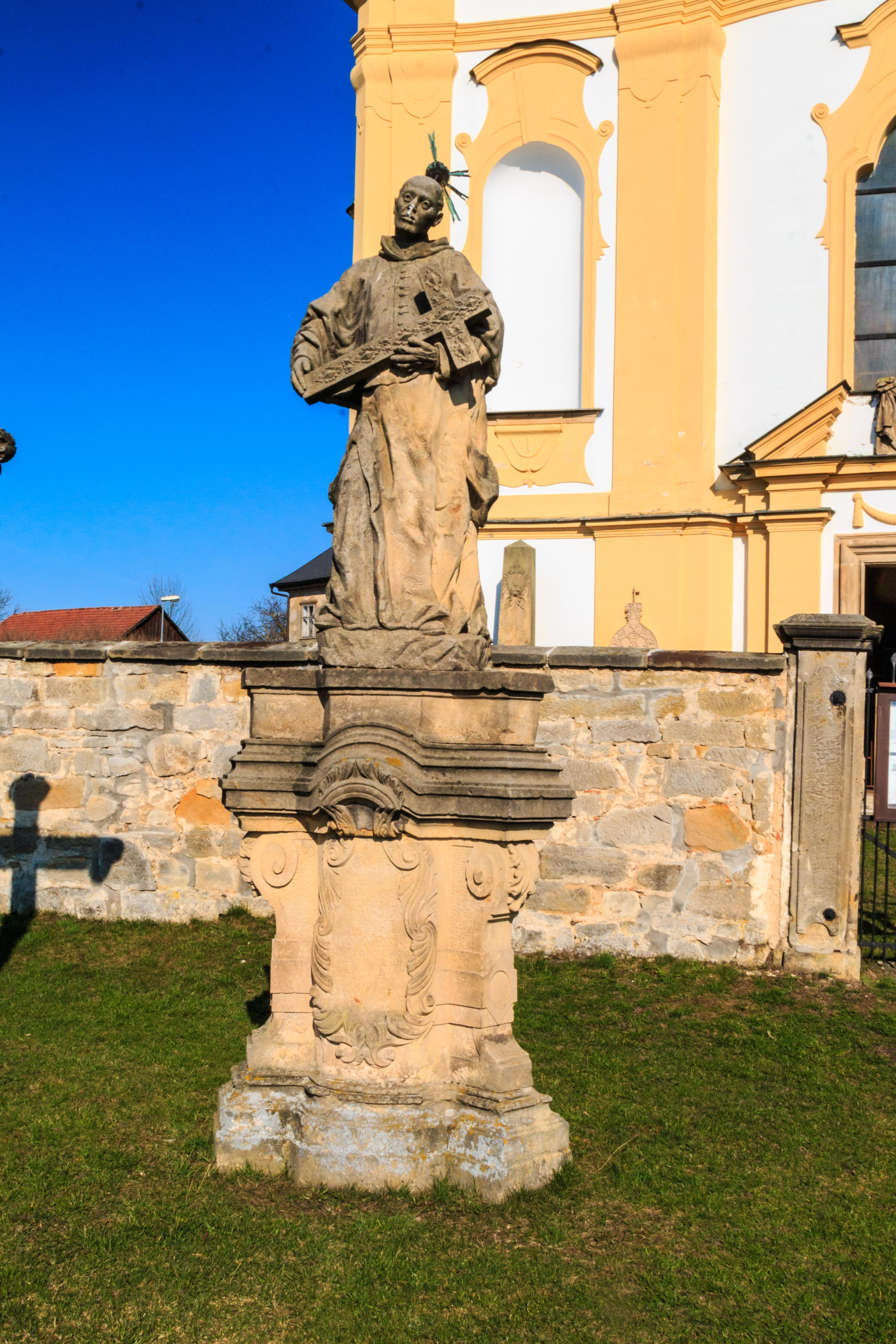
Kostel Povýšení svatého Kříže (Ostružno) – socha svatého Anselma
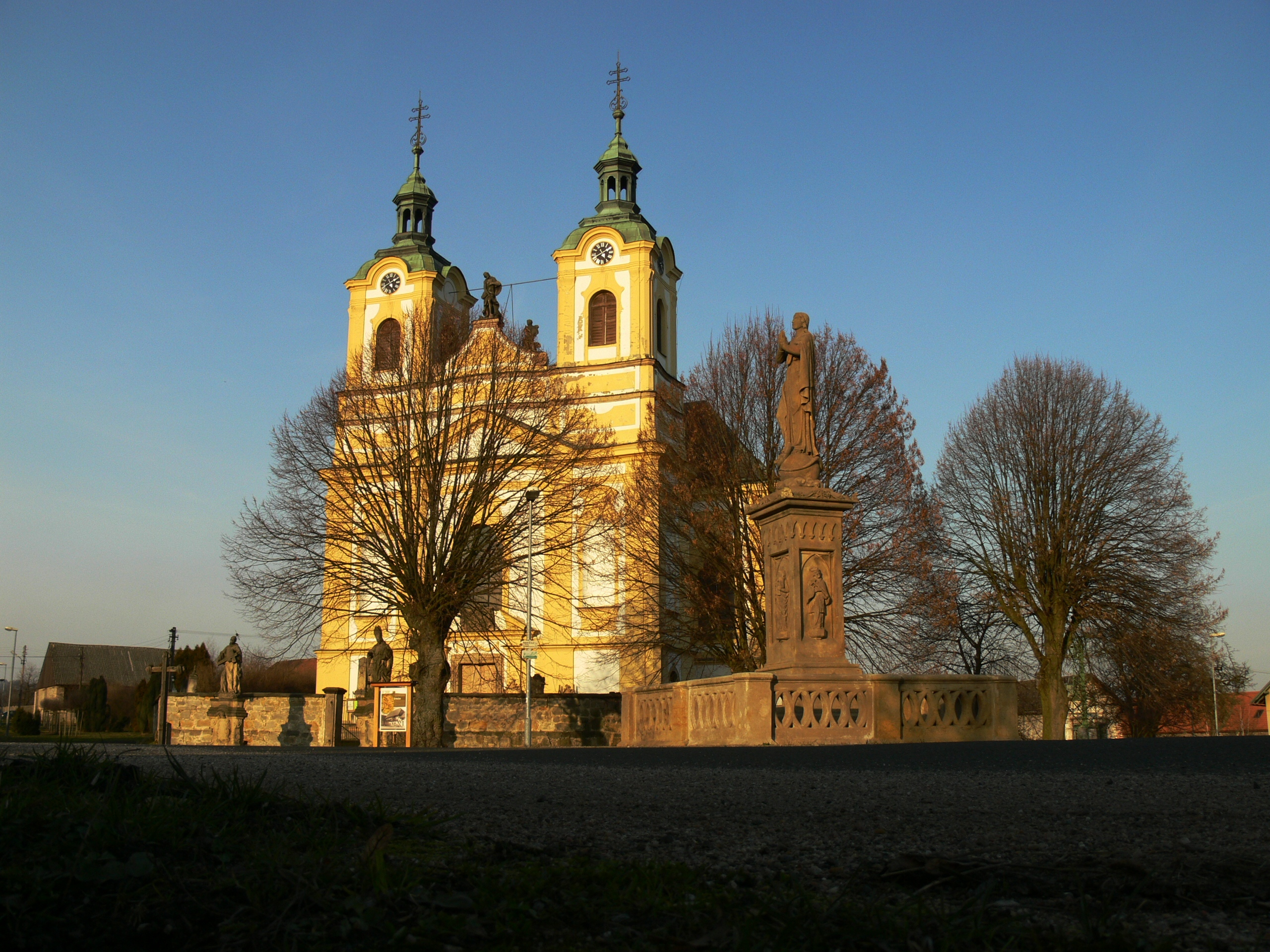
Kostel Povýšení sv. Kříže v Ostružně